# François Besch

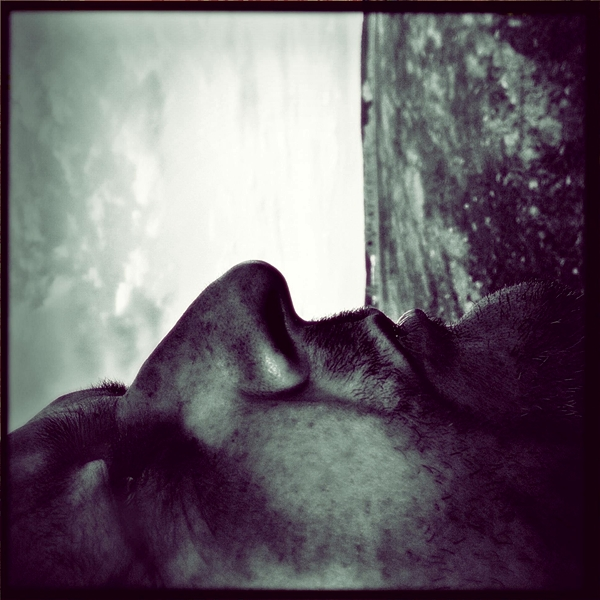
Hipstamatic-Selbstbildnis François Besch

François Besch (* 1963 in Esch an der Alzette) ist ein luxemburgischer Fotograf, Journalist  und Künstler. Er gilt als Pionier der Kunstfotografie mittels Smartphone.

## Wirken
Besch lebt und arbeitet in Bivingen, dem Geburtsort des US-amerikanischen Fotografen mit luxemburgischen Wurzeln Edward Steichen. International bekannt wurde der Künstler unter anderem wegen seiner Hipstamatic-Aufnahmen bekannter Persönlichkeiten, darunter andere Fotografen wie beispielsweise Lucien Clergue und David Hamilton. Im Dezember 2013 brachte die Luxemburger Post eine Serie von fünf Briefmarken heraus, die von Besch mittels der Hipstamatic-Anwendung realisiert wurden. 
2014 erhielt er den Verdienstorden des Großherzogtums Luxemburg, Ausprägung Ritterkreuz.

## Auszeichnungen
François Besch wurde im März 2017 als Fotograf für seine künstlerische Arbeit mit dem iPhone mit dem achten ‚Monika von Boch-Preis für Fotografie‘ ausgezeichnet.

## Ausstellungen
2011 richtete er die erste Ausstellung in Luxemburg (Galerie Terres Rouges, Esch an der Alzette) aus, bei der alle Exponate mit der Hipstamatic-Anwendung für iPhone erstellt wurden. Im Folgejahr holte ihn die Kunstsammlerin, Kuratorin und Galeristin Marita Ruiter in ihre Galerie und zeigte seine Arbeiten zusammen mit denjenigen von u. a. Man Ray, Horst P. Horst und Anselm Kiefer, bevor sie ihm im Rahmen des Europäischen Monats der Fotografie 2013 eine Einzelausstellung widmete. Im gleichen Jahr realisierte er im Auftrag der luxemburgischen Niederlassung der Berlitz Sprachschulen die erste Hipstamatic-Ausstellung „Multilingual Teens“ im öffentlichen Raum in Luxemburg-Stadt.

### Wichtige Ausstellungen

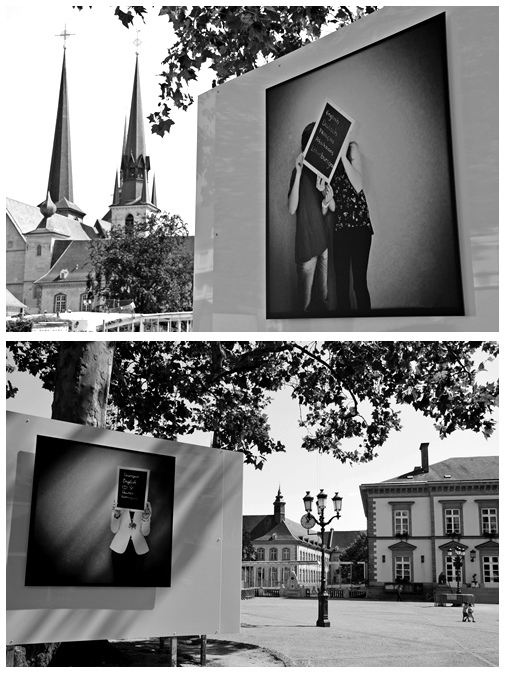
Eindrücke der ersten Hipstamatic-Ausstellung im öffentlichen Raum in Luxemburg mit Arbeiten von François Besch

- 2017: François Besch, Hipstamatics, Museum Schloss Fellenberg Merzig/Saar (Deutschland)[9][10]
- 2015: Six Lives in Photography, Photomeetings Luxemburg[11]
- 2014: Multilingual Teens, Place Guillaume II (Knuedler), Luxemburg
- 2013: Von Glückspilzen und anderen Lichtwelten, Galerie Clairefontaine (Espace 2), Luxemburg[12][13]
- 2012: Poetic Renaissance, Galerie Clairefontaine (Espace 1), Luxemburg
- 2011: Down here | Up there, Galerie Terres Rouges, Esch-sur-Alzette, Luxembourg

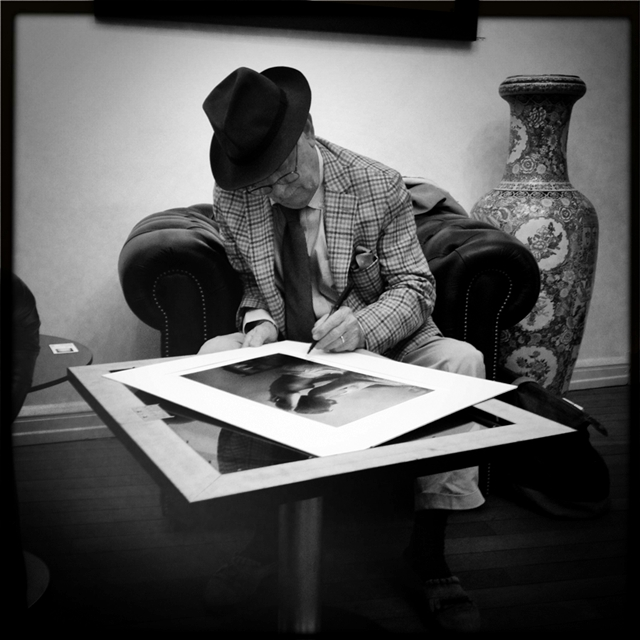
David Hamilton
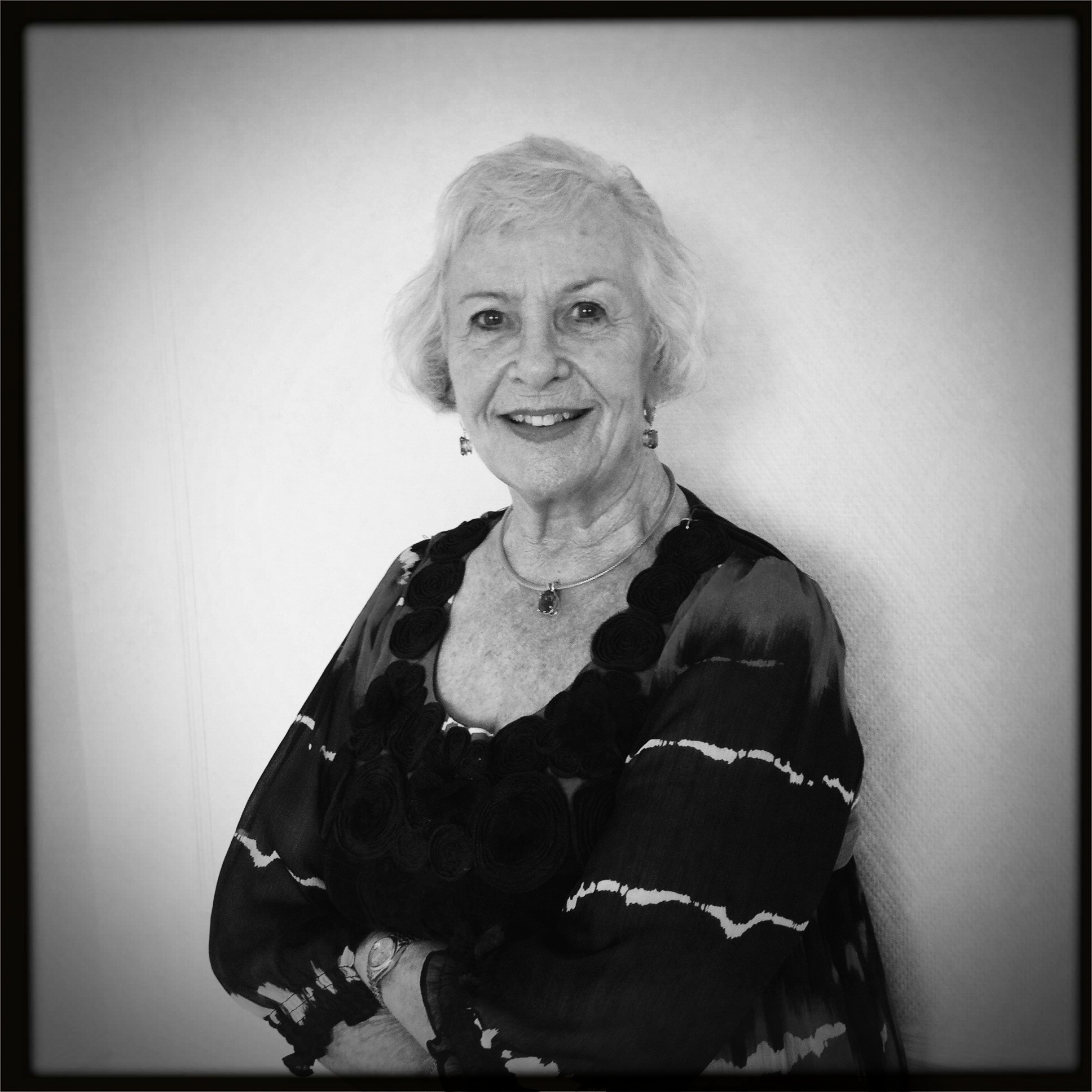
Germaine Damar
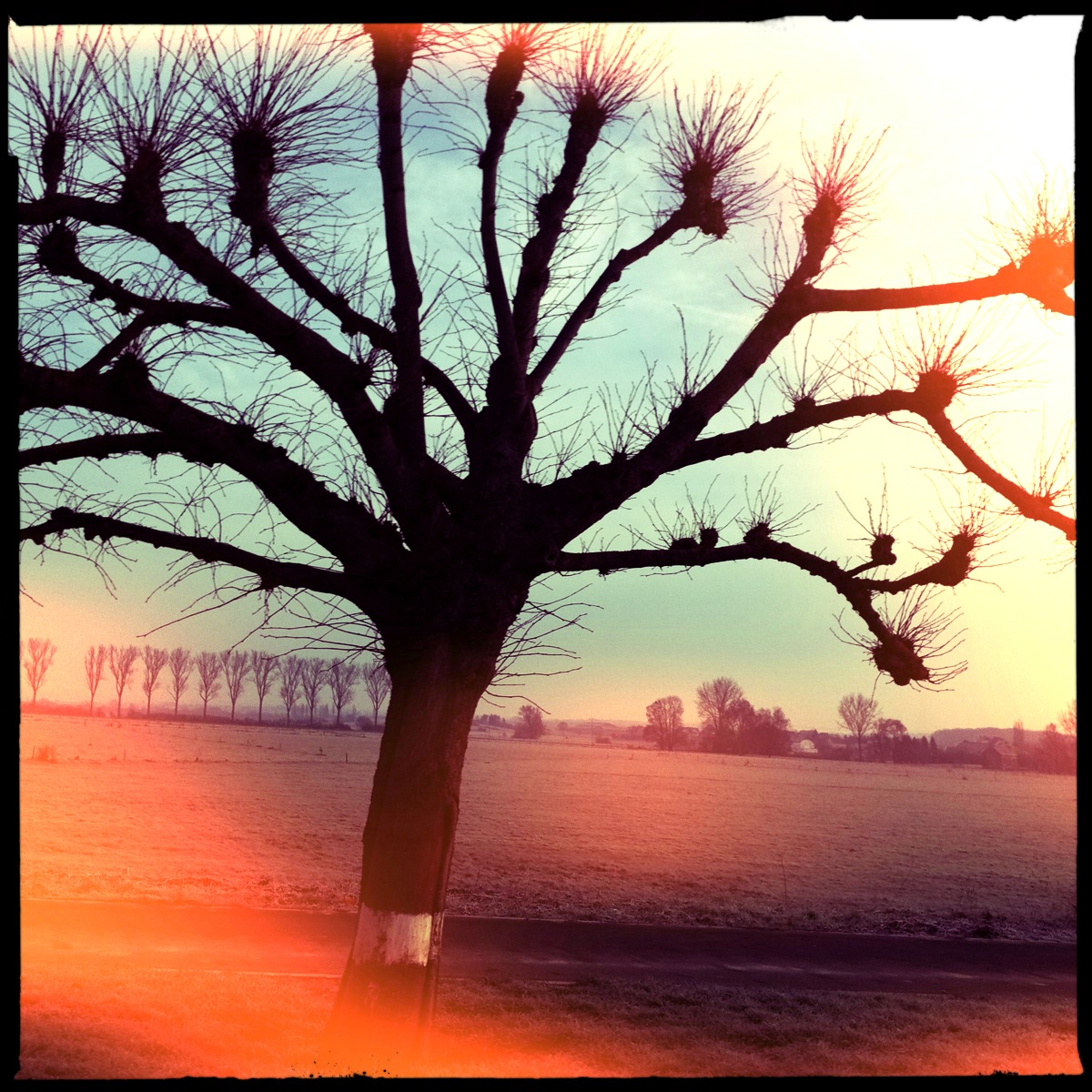
Joshua Tree